# کلیو بارکر
کلیو بارکر (انگلیسی: Clive Barker؛ زادهٔ ۲۳ ژوئن ۱۹۴۴) بازیکن فوتبال اهل آفریقای جنوبی است.
وی در سال ۱۹۹۶ تیم ملی فوتبال آفریقای جنوبی را به مقام قهرمانی جام ملت‌های آفریقا رساند.